# セザール・バルダッチーニ

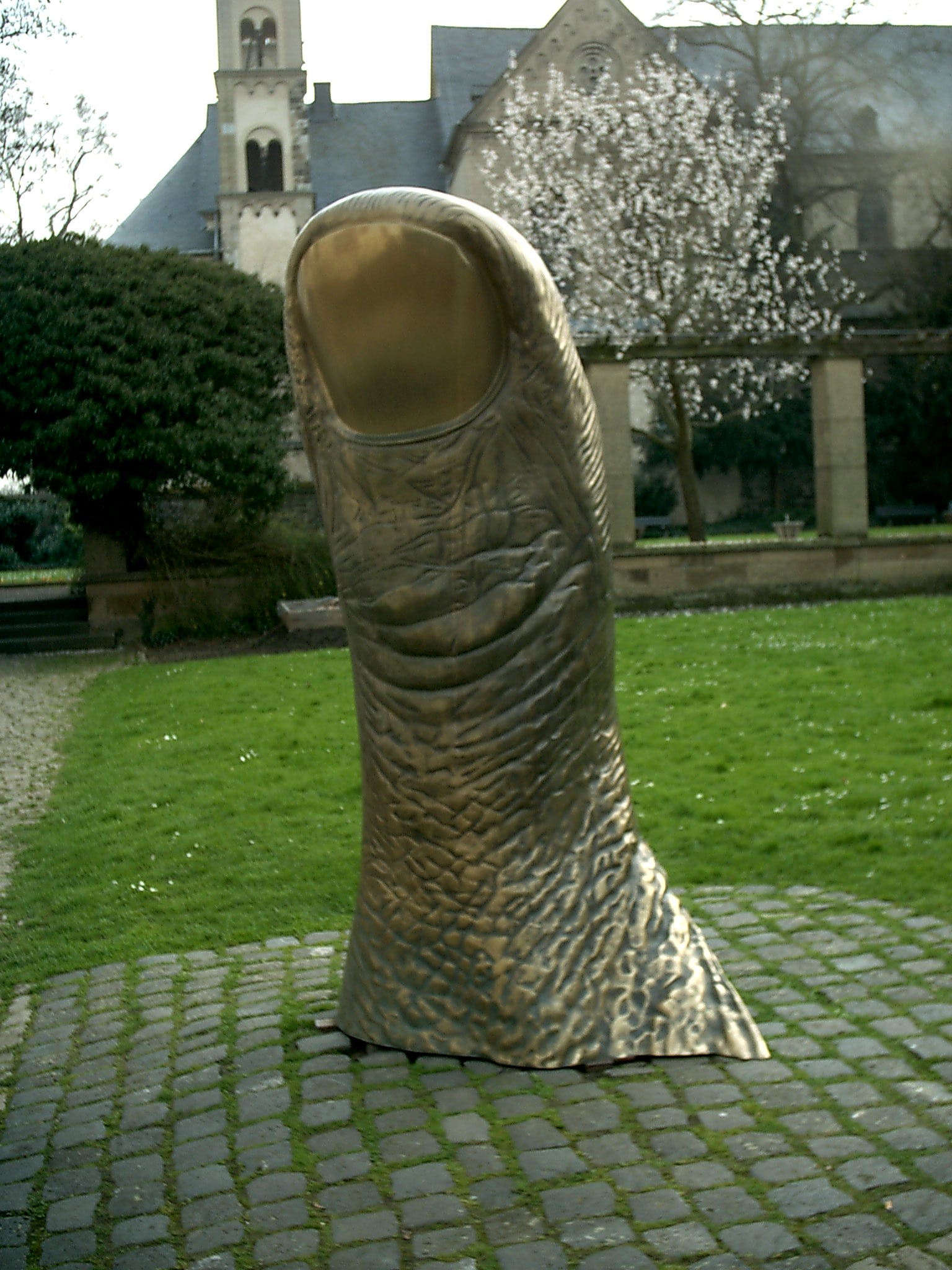
親指を型取りし膨張させたセザールの彫刻

セザール・バルダッチーニ（César Baldaccini, 1921年1月1日 - 1998年12月6日）は、20世紀後半に活躍したフランスの彫刻家、現代美術家。単に「セザール」と名乗っていたため、一般的にはセザールの名で知られる。特に、自動車をプレス機で圧縮した彫刻作品で知られる。

## アッサンブラージュ
彼は1921年、マルセイユの移民地区にイタリア系の親のもとで生まれた。小学校中退後父親の手伝いをし、1935年にマルセイユの美術学校に、ついで1943年にはパリの国立美術学校エコール・デ・ボザールに入学した。
第二次世界大戦後に陶工になる職業訓練を受けつつ創作活動を開始した。高価な大理石やブロンズなどは手に入らなかったため、セザールは友人の工場などで手に入るくず鉄など廃棄物を使い、これらを寄せ集めて溶接して、人物や動物など具象的なイメージの荒々しい印象の彫刻を作った。これにはパブロ・ピカソが同様に廃物を寄せ集めて彫刻を作っていたことからの影響もあるといわれる。こうして作られた彼の一連の作品は高い評価を受けた。
彼はデッサンなしの手作業で、くず鉄のかけらを一つずつ組み合わせてアッサンブラージュを作るなど、触覚による手を使った作業や、素材の物質感や表面などに強い関心や愛情を抱いていた。彼の作品は三次元の彫刻でありながら平面的で絵画的なところがあった。形態も次第にそぎ落とされ、抽象的になっていった。

## 圧縮彫刻

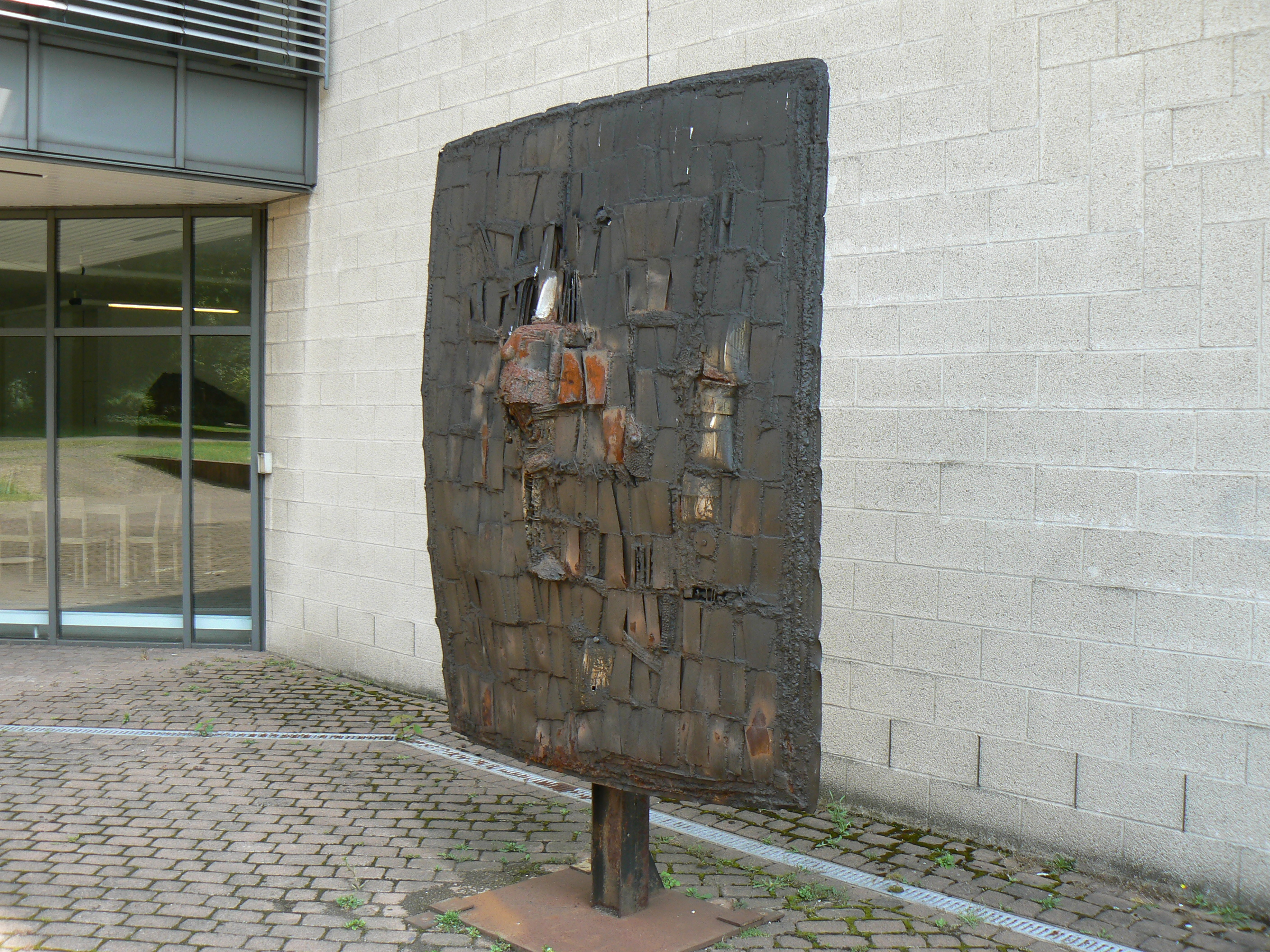
L'Homme de Figanieres （1964年）、ドイツ・デュースブルク

1960年、セザールは友人の工場でスクラップを四角い金属塊に圧縮してしまう大型プレス機を見てこれに魅せられてしまう。こうして彼は、工場で指示しながら自動車をプレス機で平らにしたり四角く圧縮するなど、手作業によらず自らの意のままにならない作品である「圧縮（コンプレッション）彫刻」を作り、それまでの自分の彫刻の概念を乗り越えてしまった。この圧縮された自動車は同年のサロン・ド・メに出展され、賛否両論の話題をさらった。
彼は同じ年に美術評論家ピエール・レスタニに誘われて「ヌーヴォー・レアリスム」のグループに参加した。レスタニや参加した美術家たちは、廃品やありきたりのイメージのあふれる工業化社会・大量消費社会におけるリアリティを求めて廃物を利用した作品を作るものが多く、セザールも工業化社会に対する批判者として取られることが多かった。ただし、彼は理論を考える前に圧縮彫刻を始めてしまっており、自分の作ってしまったものの意味を考えるためにグループに入った側面が強い。
彼の自動車の圧縮は、ほぼ四角の形態であり、余計な物を省いた還元主義的な形はミニマルアートにつながるところがある。また四角の金属塊とはいえ、自動車の車体の表や裏や、さまざまな部分の色が入り混じりながら表面に現れるなど、自動車の形をしていないのに見るものに自動車のイメージを激しく呼び起こし、物の表面が裏返ったり入れ替わったりするような運動感や視覚体験を見るものに与えている。
彼は自ら手を下さない偶然性の高い作品を作ったが、理論家よりは実作者である彼は、圧縮後の表面に意図するとおりの色彩や形態が表れるよう、金属片をあらかじめ圧縮する自動車やオートバイに配したり、空き缶や段ボール、ジーンズ、鮮やかなプレキシグラスによる圧縮彫刻を作るなど、偶然によらない「操作された圧縮彫刻」を作るようになっていった。

## 膨張彫刻
1960年代後半、彼は「型取り彫刻」をいくつか作成する。これも手作業による物ではなく、自らの親指や人の顔や乳房など人体の一部を型にとり、それを手を加えずにそのまま拡大した即物的なものである。中には巨大なサイズに引き伸ばされたものもあり、巨大すぎて人体の一部であるという「意味」が分からなくなるようなものであった。
膨張する彫刻の製作の過程で型取り用の素材を探していた時に、セザールは知人の工場で発泡ポリウレタンに出会う。二種類の樹脂の液体を混合させ、発泡を促進する発泡剤を加えるだけでたちまち膨張しふっくらとした塊になる素材に、彼は思わぬ可能性を発見し、うねりながらふくらみ有機的な形になる「膨張（エクスパンション）彫刻」を発表した。
これも最初は偶然の産物であったが、やがて膨張後の表面が砕けないようにする保護剤を操作し、もとの樹脂に真珠のような色を混ぜ、できた表面に研磨まで行うことで、自覚的な彫刻作品に仕上げていった。
彼は膨張彫刻を公開制作したほか、各地のパブリック・アート設置に招かれ、膨張彫刻や巨大にした型取り彫刻を各地に設置した。また、友人のジョルジュ・クラヴァンヌが主催し始まったフランスの映画賞のためにもトロフィーとなる彫刻を制作し、この賞はセザールを記念して「セザール賞」と呼ばれるようになった。
1998年にパリで死去し、モンパルナス墓地に葬られている。